# Pristimantis padiali
Pristimantis padiali là một loài động vật lưỡng cư trong họ Strabomantidae, thuộc bộ Anura. Loài này được Moravec, Lehr, Perez-Peña, Lopez, Gagliardi-Urrutia, & Arista-Tuanama mô tả khoa học đầu tiên năm 2010.